# Carol Queen

Carol Queen (nascida em 1957) é escritora, palestrante, educadora, ativista, com doutorado em Sexologia, parte do movimento feminista sexo-positivo (feminismo baseado na liberdade sexual). Foi duas vezes Grande Marechal do Orgulho LGBTQ de São Francisco. Escreveu sobre a sexualidade humana em livros como Real Live Nude Girl: Chronicles of Sex-Positive Culture. Ela escreveu um tutorial de sexo, "Exibicionismo para os Tímidos: Exiba-se, Vista-se e Fale Gostoso" (tradução literal), além de conteúdo erótico, como o romance "The Leather Daddy and the Femme". Produziu filmes adultos, eventos, workshops e palestras. Queen foi apresentada como instrutora e estrela em ambos os episódios da série "Bend Over Boyfriend" sobre sexo anal entre mulheres e homens, ou pegging . Ela também atuou como editora de compilações e antologias. É educadora sexual positiva nos Estados Unidos.

## "Good Vibrations"
Queen atua como sexóloga da "Good Vibrations", uma varejista na cidade de São Francisco, que há mais de quatro décadas fornece, além de produtos e brinquedos sexuais, conteúdo informacional e educacional. Nesta função, ela projetou um programa educacional que treinou muitos educadores sexuais.  Atualmente, ainda trabalha para GV, como sexóloga, diretora cultural, curadora e historiadora.

## Escrita
Queen é conhecida como editora, escritora e comentarista de trabalhos como Real Live Nude Girl: Chronicles of Sex-Positive Culture, Pomossexuals e Exhibitionism for the Shy . Ela escreveu para revistas científicas, com revisão de pares, e para compêndios, como The Journal of Bisexuality e The International Encyclopedia of Human Sexuality. Ela contribuiu com a peça "The Queer in Me" para a antologia "Bi Any Other Name: Bisexual People Speak Out." (Bi Qualquer outro nome: Pessoas bissexuais se manifestam. - tradução literal) 

## Abssexual
O neologismo abssexual também foi introduzido por Queen, juntamente com seu parceiro. Baseado no prefixo ab- (como em "abominar" ou em " abreação "), representa tipos moralistas que se opõem à liberdade sexual, mas encontram uma carga erótica nos comportamentos ou representações “imorais” que renunciam. Betty Dodson definiu o termo como uma descrição de "pessoas que reclamam de sexo e tentam censurar pornografia". Darrell Hamamoto vê a visão do Queen sobre a abssexualidade como divertidamente ampla: "a atual 'abssexualidade' adotada por muitos críticos progressistas e conservadores da literatura pornográfica é em si uma espécie de 'perversão' decorrente de uma necessidade compulsiva de impor seus próprios costumes sexuais sobre aqueles a quem eles condenam com justiça própria como réprobos ignorantes."

## Desenvolvimento do SHARP
Em 2000, Queen, juntamente com seu parceiro Robert Morgan Lawrence, publicou um ensaio no Journal of Bisexuality detalhando o papel dos bissexuais de São Francisco no desenvolvimento de estratégias de sexo seguro em resposta à crise emergente da AIDS, na década de 1980. Queen detalhou como ela e Lawrence desenvolveram uma versão de sexo seguro do treinamento SAR (da sigla em inglês "Sexual Attitude Reassessment" ou, em tradução livre, Reavaliação da Atitude Sexual, que eles denominaram Processo de Reestruturação de Atitude em Saúde Sexual (SHARP, da sigla em inglês). Originalmente um programa iniciado pelo IASHS, o SHARP é descrito como uma combinação de "palestras, filmes, vídeos, slides e partilha pessoal", bem como "técnicas de massagem, corridas de revezamento de preservativos, um ritual de olhos vendados conhecido como Sensorium, que enfatizava a transformação, foco sensato e muito mais." Em 2007, Queen expressou a intenção de reviver o treinamento SHARP, agora conhecido como SARP ou Processo de Reavaliação de Atitude Sexual.'

## Vida pessoal
Queen é uma Wicca . Ela assumiu sua bissexualidade em 1973. Mudou-se para São Francisco, em 1985, no auge da epidemia de AIDS.
 